# Andreneasa
Andreneasa – wieś w Rumunii, w okręgu Marusza, w gminie Răstolița. W 2011 roku liczyła 87 mieszkańców.